# Меликгюх
Меликгю́х (арм. Մելիքգյուղ) — село в Арагацотнской области.

## География
Село расположено в 65 км к северу от Еревана и в 7 км севернее от города Апаран, рядом с селом Мирак Арагацотнской области и рядом с сёлами Курубогаз, Джарджарис и Алагяз Лорийской области. Из села курсирует автобус в Ереван.